# Ruud van Hemert

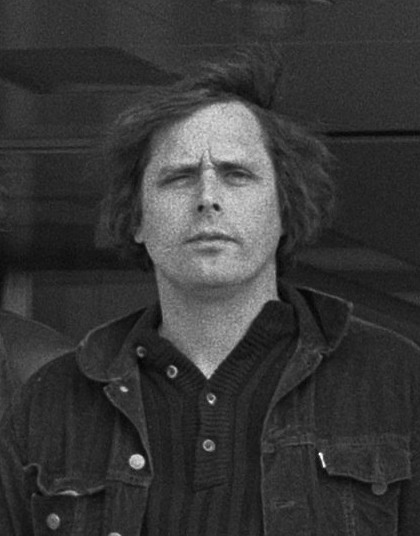
Ruud van Hemert (1973)

Rudolf Victor Constantijn Gijsbertus Maria van Hemert (* 29. Oktober 1938 in Amsterdam, Niederlande; † 5. Juli 2012 in Wapserveen, Westerveld, Niederlande) war ein niederländischer Filmregisseur, Drehbuchautor und Schauspieler.

## Leben
Ruud van Hemert ist der Sohn des niederländischen Regisseurs Willy van Hemert. Sein jüngerer Bruder Hans van Hemert ist ein Musikproduzent und seine Schwester Ellen ist eine Schauspielerin.
Am 5. Juli 2012 starb van Hemert im Schlaf. Er litt an einer Kehlkopfkrebserkrankung.

## Filmografie
- 1973: Waar heb dat nou voor nodig
- 1975: Periander
- 1976: Echo’s uit het alpendal
- 1984: Familien-Bande (Schatjes!)
- 1986: Mama is boos!
- 1988: Honneponnetje
- 2001: Ik ook van jou
- 2004: Feestje